# 眩惑のブロードウェイ
『眩惑のブロードウェイ』（The Lamb Lies Down on Broadway）は、イギリスのプログレッシブ・ロック・バンド、ジェネシスの6枚目のスタジオ・アルバム。1974年11月18日に発売され、バンドとしては初の2枚組アルバムとなった。本作の発表とそれに伴うツアーの後、1975年にフロントマンのピーター・ガブリエルが脱退した。

## 概要
本作はアルバム2枚にも及ぶ長大な物語に沿った楽曲によって構成されたコンセプト・アルバムであり、様々な人物や生物が登場する劇の体裁をとっていることからロック・オペラとも呼べる作品である。
ジェネシスは即興演奏や実験的なアイデアを多く取り込みたいとの理由で、新作アルバムを2枚組にすることを制作のかなり早い段階で決定していた。構想段階ではマイク・ラザフォードがアントワーヌ・ド・サン＝テグジュペリの『星の王子さま』をテーマにしようと提案したが、ガブリエルに「気取っている」「おとぎ話は時代遅れだ」などの理由で反対されてしまった。そして最終的に、ガブリエルが全曲の作詞を担当することになった。
ガブリエルはヘッドリィ・グランジにほぼ籠りきって、『ウエスト・サイド物語』や『天路歴程』、『エル・トポ』といった作品やカール・グスタフ・ユングやアレハンドロ・ホドロフスキーの思想をベースに、ニューヨークに住むプエルトリコ人の「ラエル」（Rael）という名の少年を主人公としたストーリーを書き上げた。その内容はラエルの自己を見つめる精神的旅行についてであり、彼が道中で様々な不思議な生物に出会うという少々難解なものだった。『ブロードウェイ』の名前がアルバム・タイトルに用いられていることや、レニー・ブルース、グルーチョ・マルクス、マーシャル・マクルーハン、ハワード・ヒューズ、クー・クラックス・クランらが歌詞に登場することとは裏腹に、イギリス的なテーマがメインに取り上げられてアメリカを思い起こさせるような情景描写は意図的に排除されていることが特徴であった。このように複雑かつ難解な内容は、よりシンプルな内容を志向したメンバーとガブリエルとの間に徐々に摩擦を生んで、本作発表に伴なって行なわれたツアーの終了後にガブリエルが脱退する遠因になった。
レコーディングはディープ・パープルのアルバム『マシン・ヘッド』（1972年）のように移動式スタジオを使用して、ウェールズのカーマーゼンシャーにある邸宅「Glaspant Manor」で行われた。また、ロンドンのアイランド・スタジオでミキシングが行われている時に、たまたま隣のスタジオでソロ・アルバムをレコーディングしていたブライアン・イーノが、ガブリエルに頼まれてシンセサイザーでボーカル・エフェクトを施した。
カバーアートはヒプノシスが担当した。

## 収録曲
全曲ともピーター・ガブリエル、スティーヴ・ハケット、トニー・バンクス、マイク・ラザフォード、フィル・コリンズの共作

### ディスク1
1. 「ザ・ラム・ライズ・ダウン・オン・ブロードウェイ」 - "The Lamb Lies Down on Broadway" - 4:55
2. 「フライ・オン・ア・ウインドシールド」 - "Fly on a Windshield" - 2:47
3. 「ブロードウェイ・メロディ・オブ・1974」 - "Broadway Melody of 1974" - 1:58
4. 「カッコー・コクーン」 - "Cuckoo Cocoon" - 2:14
5. 「イン・ザ・ケイジ」 - "In the Cage" - 8:15
6. 「ザ・グランド・パレード・オブ・ライフレス・パッケージング」 - "The Grand Parade of Lifeless Packaging" - 4:07
7. 「バック・イン・N.Y.C.」 - "Back in N.Y.C." - 5:49
8. 「ヘアレス・ハート」 - "Hairless Heart" - 2:25
9. 「カウンティング・アウト・タイム」 - "Counting Out Time" - 3:45
10. 「カーペット・クローラーズ」 - "The Carpet Crawlers" - 5:16
11. 「ザ・チェンバー・オブ・32ドアーズ」 - "The Chamber of 32 Doors" - 5:40

### ディスク2
1. 「リリーホワイト・リリス」 - " Lilywhite Lilith" - 2:40
2. 「ザ・ウェイティング・ルーム」 - "The Waiting Room" - 5:28
3. 「エニウェイ」 - "Anyway" - 3:18
4. 「ヒア・カムズ・ザ・スーパーナチュラル・アナスセイスト」 - "Here Comes the Supernatural Anaesthetist" - 2:50
5. 「ザ・ラミア」 - "The Lamia" - 6:57
6. 「サイレント・ソロウ・イン・エンプティ・ボーツ」 - "Silent Sorrow in Empty Boats" - 3:06
7. 「ザ・コロニー・オブ・スリッパーメン」 - "The Colony of Slippermen" - 8:14
8. 「ラヴィーン」 - "Ravine" - 2:05
9. 「ザ・ライト・ダイズ・ダウン・オン・ブロードウェイ」 - "The Light Dies Down on Broadway" - 3:32
10. 「ライディング・ザ・スクリー」 - "Riding the Scree" - 3:56
11. 「イン・ザ・ラピッズ」 - "In the Rapids" - 2:24
12. 「イット」 - "It" - 4:58

## 参加ミュージシャン
- ピーター・ガブリエル - ボーカル、フルート、オーボエ、タンバリン
- スティーヴ・ハケット - ギター
- トニー・バンクス - ピアノ、ハモンドオルガン、メロトロン、シンセサイザー
- マイク・ラザフォード - ベース、ベース・ペダル、12弦ギター
- フィル・コリンズ - ドラムス、パーカッション、ヴィブラフォン

ゲスト参加
- ブライアン・イーノ - ボーカルエフェクト